# La signora acconsente
La signora acconsente (The Lady Is Willing) è un film del 1942 diretto da Mitchell Leisen.

## Tagline
What's a door to a man who adores a woman? (Che cos'è una porta per un uomo che adora una donna?)